# 甲基丙二酸
甲基丙二酸 (Methylmalonic acid，MMA)是一种二羧酸，是丙二酸的甲基化衍生物，丁二酸（琥珀酸）的同分异构体。 

## 代谢

丙酸代谢途径，其中甲基丙二酸为副产物

生物体内，甲基丙二酸与辅酶A通过硫酯键结合成甲基丙二酰辅酶A，再通过甲基丙二酰辅酶A变位酶异构化为琥珀酰辅酶A（维生素B12为辅酶），以这种方式进入三羧酸循环，这是有机体回补反应之一。

## 临床相关性

### 维生素B12缺乏症
维生素B12的缺乏可表现为甲基丙二酸水平的升高。

### 代謝疾病
甲基丙二酸水平升高也可能由甲基丙二酸尿症引起。
如果甲基丙二酸水平的升高伴随着丙二酸水平的升高，这可能表明代谢性疾病结合性丙二酸及甲基丙二酸血症(CMAMMA)。通过计算血浆中丙二酸与甲基丙二酸的比率，CMAMMA可以与典型的甲基丙二酸尿症区分开来。

## 度量
甲基丙二酸在血液中的浓度通常由气相色谱法或质谱法测得，在健康人中为73-271 nmol/L。